# Dilatops
Dilatops is een geslacht van wantsen uit de familie van de Miridae (Blindwantsen). Het geslacht werd voor het eerst wetenschappelijk beschreven door Weirauch in 2006.

## Soorten
Het genus bevat de volgende soorten:

- Dilatops fici Weirauch, 2006
- Dilatops monteithi Cassis & Weirauch, 2008